# Maniac (sång)
Maniac är en låt från filmen Flashdance från 1983 skriven av Dennis Matkosky. Låten framförs av Michael Sembello. Den ursprungliga idén till låten kom till Matkosky när han tittade på ett reportage på TV om en seriemördare. Titeln är också inspirerad av filmen med samma namn. Adrian Lyne som regisserade filmen Flashdance fastnade för låten som då skulle med i filmen, men texten gjordes om för att mer passa in i filmens handling.